# Frankrigs filmhistorie
| Portal | Portal:Frankrig |

Frankrig har siden Brødrene Lumières opfindelse af verdens første filmkamera og fremviser i 1894 været i front, når man taler om den europæiske filmhistorie. Landet har givet verden en række store instruktører som for eksempel Luc Besson, Jean-Luc Godard og François Truffaut for blot, at nævne nogle få. Og betydningsfulde udviklingsretninger er udgået fra den franske filmverden, som eksempler kan nævnes den ny bølge og avantgarde. Ligesom verdens ældste filmselskaber, Pathé og Gaumont opstod i Frankrig.

## Avantgarde
Den impressionistiske film, også kendt som avantgarde, var en bevægelse i filmhistorien, som blev dannet i begyndelsen af 1920'erne i Frankrig som en fornyelse indenfor den daværende kommercielle filmindustri. Bevægelsen samlede sig omkring personer som kritikeren og instruktøren Louis Delluc og filmskabere som Germaine Dulac, Marcel L'Herbier, Abel Gance, Jean Epstein og René Clair. Deres ide var at film skulle være en radikalt ny kunst, hvor man vendte sig helt bort fra teater og litteratur og reagerede mod den udbredte brug af manuskripter, der var baseret på bøger. I stedet ønskede man manuskripter, der udelukkende var skrevet til filmmediet. Samtidig ønskede man at fokusere mere på det visuelle udtryk end på selve historien.

## Nouvelle vague
Den ny bølge (nouvelle vague) er betegnelsen for en række primært franske film, der kom frem i perioden fra slutningen af 1950'erne til midt i 60'erne. Bølgen opstod hos nogle unge filmskabere, der havde tilknytning til filmtidsskriftet Cahiers du Cinema og byggede på tanken om, at kameraet skulle virke som en forfatters pen. Man taler derfor også om, at instruktørerne er auteurs. De centrale instruktører i den ny bølge var Claude Chabrol, François Truffaut, Jean-Luc Godard, Eric Rohmer og Jacques Rivette.

## Det nye årtusind
I 2011 var det bedste år i 45 år for film i Frankrig. Der blev solgt cirka 215 mio. billetter i Frankrig hvoraf omkring 40% var billetter til franske film. Og fransk film spændte bredt, fra populærkulturelle film til mere seriøse film.